# Sinh sản mọc chồi

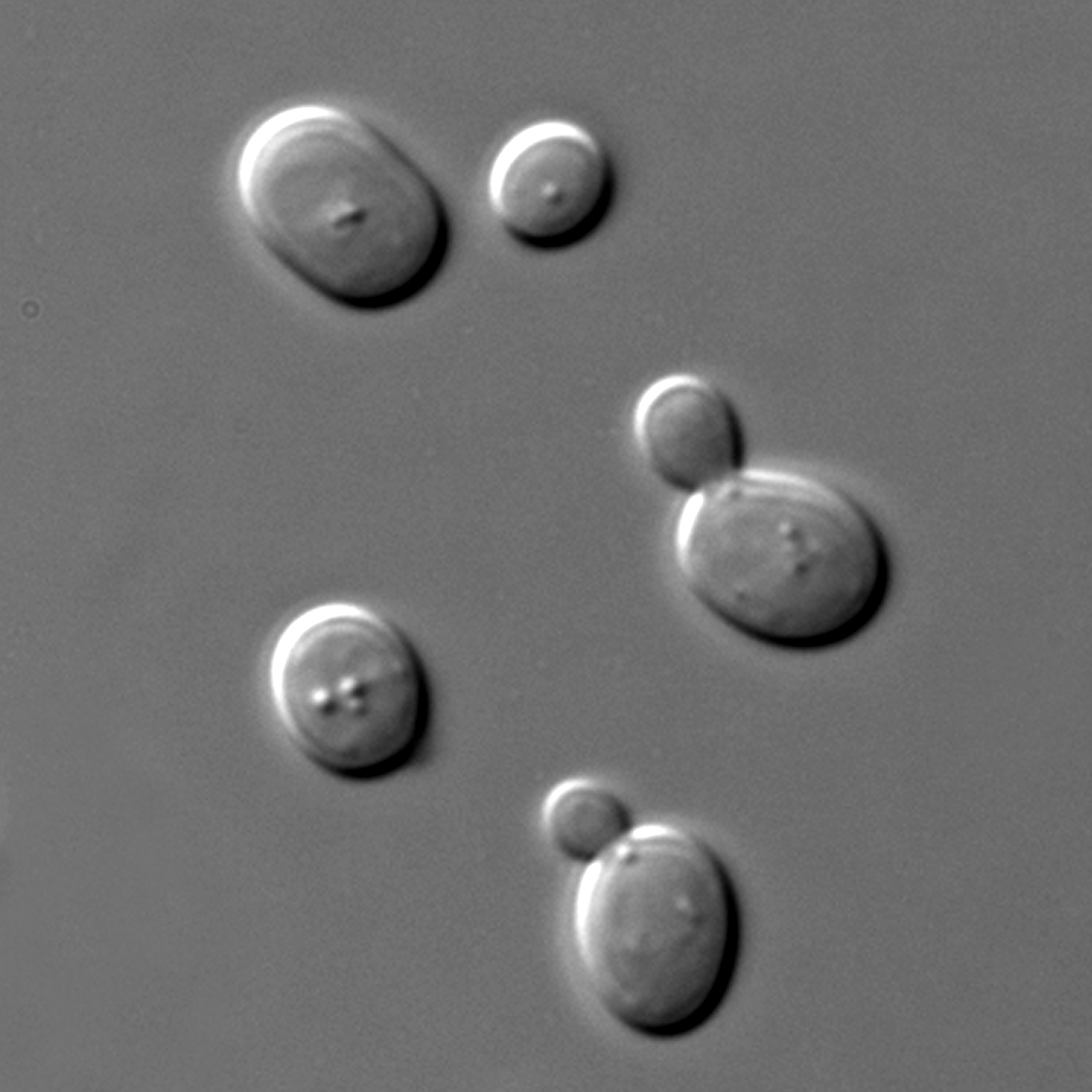
[//en.wikipedia.org/wiki/Saccharomyces_cerevisiae Saccharomyces cerevisiae] tái tạo bởi vừa chớm

Sinh sản mọc chồi là một loại sinh sản vô tính trong đó một sinh vật mới phát triển từ sự phát triển hoặc chồi non do sự phân chia tế bào tại một địa điểm cụ thể. Các mấu nhỏ mọc ra từ tế bào nấm men được gọi là một chồi. Các sinh vật mới vẫn còn gắn liền với sinh vật mẹ phát triển, tách khỏi các sinh vật mẹ chỉ khi nó trưởng thành, để lại đằng sau mô sẹo. Sau khi sinh sản vô tính mọc chồi, sinh vật mới được tạo ra là một bản sao và giống hệt về mặt di truyền đối với sinh vật mẹ.
Các sinh vật như thủy tức sử dụng các tế bào tái sinh để sinh sản trong quá trình nảy chồi. Trong thủy tức, một chồi phát triển là một sự phát triển quá mức do sự phân chia tế bào lặp đi lặp lại tại một điểm cụ thể. Những chồi này phát triển thành những cá thể nhỏ bé, và khi trưởng thành hoàn toàn, tách khỏi cơ thể mẹ và trở thành những cá thể độc lập mới.
Mọc chồi bên trong hoặc nội sinh là một quá trình sinh sản vô tính, được thực hiện nhiều bởi ký sinh trùng như Toxoplasma gondii. Nó liên quan đến một quá trình bất thường trong đó hai tế bào con được sinh ra bên trong một tế bào mẹ, sau đó nó được tiêu thụ bởi các tế bào con trước khi tách chúng.
Sinh sản mọc chồi bên trong (endopolygeny) là sự phân chia thành nhiều sinh vật cùng một lúc bằng mọc chồi bên trong.

## Tái tạo tế bào
Một số tế bào phân chia không đối xứng bằng cách mọc chồi, ví dụ Saccharomyces cerevisiae, các loại nấm men được sử dụng trong nướng bánh và sản xuất bia. Quá trình này dẫn đến một tế bào 'mẹ' và một tế bào 'con' nhỏ hơn. Chụp cắt lớp điện tử Cryo-electron gần đây đã tiết lộ rằng ti thể trong các tế bào phân chia bằng cách nảy chồi.

## Sinh sản động vật

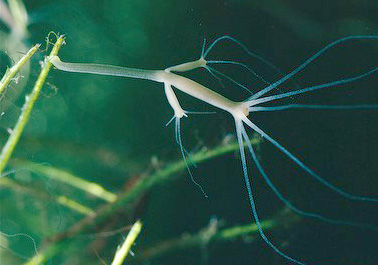
Thủy tức với hai chồi.

Thủy tức mọc chồi:
1. Chưa tái tạo
2. Tạo ra một chồi
3. Thủy tức con lớn lên
4. Bắt đầu chia tách
5. Thủy tức con tách ra
6. Thủy tức con như bản sao của mẹ.

Ở một số loài động vật đa bào, cá thể con có thể phát triển ra như sự phát triển của cá thể mẹ. Động vật sinh sản bằng cách mọc chồi bao gồm san hô, một số động vật thân lỗ (bọt biển), một số giun tròn acoel (ví dụ, Convolutriloba) và ấu trùng ngành da gai.

## Phân chia tập đoàn cá thể
Các tổ của một số loài ong cũng đã thể hiện hành vi mọc chồi, chẳng hạn như ong khoái. Mặc dù hành vi mọc chồi là rất hiếm trong loài ong này, nó đã được quan sát thấy khi một nhóm ong thợ rời khỏi tổ sinh sản và xây dựng một tổ mới thường gần nơi sinh sống.

## Virus học
Trong virus học, mọc chồi là một dạng của sự lan truyền virus mà virus bao bọc thu nhận vỏ ngoài của chúng từ màng tế bào chủ, thứ phồng ra ngoài và bao quanh virion.

## Nhân giống cây trồng
Trong nông nghiệp và làm trồng trọt, mọc chồi đề cập đến việc ghép chồi của cây này sang cây khác.